# San Pedro (Albacete)
San Pedro é um município da Espanha na província de Albacete, comunidade autónoma de Castilla-La Mancha, de área  km² com população de 1252 habitantes (2004) e densidade populacional de 15,54 hab/km².

## Demografia
| Variação demográfica do município entre 1991 e 2004 | Variação demográfica do município entre 1991 e 2004 | Variação demográfica do município entre 1991 e 2004 | Variação demográfica do município entre 1991 e 2004 |
| --------------------------------------------------- | --------------------------------------------------- | --------------------------------------------------- | --------------------------------------------------- |
| 1991                                                | 1996                                                | 2001                                                | 2004                                                |
| 1328                                                | 1336                                                | 1309                                                | 1288                                                |